# Harpanthus drummondii
Harpanthus drummondii là một loài rêu tản trong họ Geocalycaceae. Loài này được (Taylor) Grolle miêu tả khoa học lần đầu tiên năm 1965.